# Algete
Algete est une commune d’Espagne, dans la communauté autonome de Madrid.